# Changement social
Le changement social renvoi aux transformations durables de l'organisation sociale ou de la culture d'une société.

## Définition
La définition souvent retenue est celle de Guy Rocher : le changement social est « toute transformation observable dans le temps, qui affecte, d'une manière qui ne soit pas que provisoire ou éphémère, la structure ou le fonctionnement de l'organisation sociale d'une collectivité donnée et modifie le cours de son histoire »,. Les éléments de structure de l'organisation sociale qui peuvent connaître des changements sont, par exemple, la structure de la population active (selon les secteurs d'activité, selon les professions, etc.), l'importance de l'urbanisation, etc.. Les éléments du fonctionnement de l'organisation sociale qui peuvent se modifier et traduire un changement social sont, par exemple, les règles qui permettent à la vie sociale de s'organiser (au sein de la famille, des entreprises, d'un établissement scolaire, etc.), la nature de la socialisation et du contrôle social (plus ou moins impératif), les formes de régulation sociale (espaces de négociation plus ou moins étendus), etc.. Le cours de l'histoire de la société est affecté par ces changements avec, par exemple, le développement de l'individualisme, la modification des liens sociaux, le respect moindre des hiérarchies établies, etc.

## Les caractéristiques et types de changement social
Dans cette section nous détaillerons : 
- plusieurs approches du changement social : transformation qui s’impose aux individus[2], transformation qui affecte durablement la structure de l'organisation sociale d'une collectivité et qui en modifie le cours de son histoire[1] ;
- plusieurs distinctions notables : évolution sociale et changement social[3], changement de la société et changement dans la société [4], changements d’équilibre et changement de structure[5],[6] ;
- plusieurs facteurs du changement social : structurels, culturels et conflictuels[7].

### Transformation, évolution et changement
Une définition d’inspiration durkheimienne considère que « tout changement social consiste en une transformation qui s’impose aux individus » - on pense à la division du travail chez Émile Durkheim, au passage de la communauté (Gemeinschaft) à la société (Gesellschaft) chez Ferdinand Tönnies, ou encore à la rationalisation de l’occident chez Max Weber - le sociologue Guy Rocher propose une autre définition en distinguant évolution sociale (observable sur plusieurs générations) et changement social (observable sur une génération).
Dans cette perspective, le changement social est relatif à toute transformation observable qui affecte d'une manière qui n'est pas que provisoire la structure de l'organisation sociale d'une collectivité donnée et qui en modifie le cours de son histoire. Ainsi, le sociologue Alexis Trémoulinas souligne qu'un changement apparent comme la massification scolaire masque en fait une absence de changement structurel : maintien de l’ordre social et la reproduction des élites.

### Changement de la société et changement dans la société
Précisons qu’une troisième définition, proposé par les sociologues Henri Mendras et Michel Forsé y ajoute le pluriel (les changements sociaux), ce qui qui permet de distinguer un changement de la société (macrosociologique) du changement dans la société (microsociologique).

### Les éléments du changement social
L’apport de Guy Rocher est qu’il présente un ensemble d’éléments du changement social permettant d’avoir une vue d’ensemble de celui-ci et la prise en compte l’historicité des phénomènes sociaux. Ainsi, il propose d’identifier plusieurs caractéristiques du changement social : (1) c’est un phénomène collectif, (2) qui produit un changement de structure (modification de l’ordre social), (3) qui doit être identifiable dans le temps, (4) qui doit avoir une certaine permanence, et (5) qui affecte le cours de l’histoire d’une société.

### Changement d'équilibre et structure; action historique et changement social; facteurs, conditions et agents du changement
De plus, Guy Rocher propose plusieurs distinctions.
- La première est reprise à Talcott Parsons[5],[6] : alors que les changements d’équilibre assurent la stabilité de la structure du système social (qui s’ajuste), le changement de structure affecte le système dans sa globalité.
- La deuxième distingue l’action historique, défini comme l’ensemble des activités qui provoque ou intensifie, freine ou empêche, des transformations total ou local de l’organisation sociale[11] et le changement social, qui devient « le changement de structure qui résulte de l’action historique de certains acteurs ou de certains groupes à l’intérieur d’une collectivité donnée »[12]. Ainsi, dans cette perspective, le changement social est moins une transformation de la société, considérée extérieur aux individus, qui s’impose à ceux-ci, qu’une transformation produite par certains individus qui s’impose à l’ensemble de la société. Mais ces deux approches ne sont pas mutuellement exclusives, elles renvoient à des éclairages différents de la réalité sociale.
- La troisième consiste à distinguer les facteurs, les conditions et les agents du changement[13].

### Les facteurs du changement social
Attardons-nous sur les facteurs. Si le sociologue Guy Rocher défend le principe de la relativité historique et la pondération des facteurs de changement social, il précise qu’il existe « une pluralité de facteurs qui agissent simultanément et qui interagissent les uns sur les autres » et ajoute que « la recherche de [la] pondération relative des facteurs se fait [...] en tenant compte de leur influence ». Cette précision à son importance dans la mesure où on est passé d’une mono-causalité à une multi-causalité explicative. Par exemple, les thèses de Karl Marx et de Max Weber sur l’évolution du capitalisme ont souvent été opposées,, : on opposait les facteurs structurels aux facteurs culturels dans l’explication du changement social plutôt que de penser leur influence réciproque.
Guy Rocher identifie trois types d’influence sur le changement social : celui des facteurs structurels ou matériels (tels que la démographie, la technologie, les infrastructures économiques, etc.), celui des facteurs culturels (tels que les valeurs, les idéologies), et celui des conflits.
Prenons deux exemples qui illustrent l’interdépendance entre les facteurs : 
- Le premier exemple montre qu’un facteur ne peut être à lui seul la source du changement social. Si Émile Durkheim a défendu l’idée que l’accroissement de la densité démographique a causé le progrès de la division du travail et l’accroissement de la densité morale[20], le sociologue Henri Janne montre que des contre-exemples existent, suggérant l’influence d’autres facteurs ou d’autres conditions[21],[b].En effet, l’accroissement démographique, s’il est un facteur favorable au changement social, il ne l’est qu’en conjugaison avec des facteurs économiques et culturels. De même, le sociologue Stephen Kalberg, dans un livre consacré à Max Weber[c], identifie huit causes nécessaires pour l’essor du capitalisme[22].
- Le second exemple montre que l’influence d’un facteur culturel peut s’analyser en terme conflictuel. En effet, l’idéologie peut soit provoquer le changement soit s’y opposer : « elle crée des unanimités en même temps qu’elle entraîne des divisions et des oppositions »[23]. Ce qui invite donc bien à considérer les facteurs conflictuels.

### Analyser le changement social
Guy Rocher invite à se poser six questions pour analyser le changement social : (1) qu’est- ce qui change ? (2) comment s'opère le changement ? (3) quel est son rythme ? (4) quels en sont les facteurs et les conditions ? (5) quels en sont les acteurs ? et (6) peut-on faire des prévisions du changement ?.